# Cleonymia fatima
Cleonymia fatima là một loài bướm đêm thuộc họ Noctuidae. Nó được tìm thấy ở Algérie, Tunisia, Libya, Jordan và Israel.
Con trưởng thành bay từ tháng 2 đến tháng 3. Có một lứa một năm.